# São João de Bastuço
São João de Bastuço is een plaats (freguesia) in de Portugese gemeente Barcelos en telt 694 inwoners (2001).